# 田中勝人
田中 勝人（たなか かつと、1950年10月28日 - ）は、日本の統計学者。一橋大学副学長を経て、2013年4月に学習院大学経済学部教授。2021年3月に定年退職。

## 人物
長野県松本市生まれ。長野県松本深志高等学校を経て、1973年一橋大学経済学部卒業。1979年にオーストラリア国立大学で博士号を取得。一橋大学大学院経済学研究科教授や学習院大学経済学部教授、マサチューセッツ工科大学ポスト・ドクトラル・フェロー、オーストラリア国立大学、ケンブリッジ大学、ロンドン大学、イェール大学、ヘルシンキ大学、フンボルト大学、オックスフォード大学、エラスムス大学、シンガポール経営大学院、セントアンドリュース大学、マードック大学の客員教授等を務める。

## 学歴
- 1969年 長野県松本深志高等学校卒業
- 1973年 一橋大学経済学部卒業
- 1975年 オーストラリア国立大学大学院統計学科留学
- 1976年 一橋大学大学院経済学研究科修士課程修了
- 1979年 オーストラリア国立大学大学院統計学科修了、Ph.D.取得
- 1979年 一橋大学大学院経済学研究科博士後期課程退学

## 職歴
- 1979年 金沢大学法文学部講師
- 1981年 金沢大学経済学部助教授
- 1984年 一橋大学経済学部助教授
- 1990年 一橋大学経済学部教授
- 1998年 一橋大学大学院経済学研究科教授（2005年 - 2007年 経済学研究科長）
- 2008年 一橋大学副学長（中期目標・計画担当）
- 2013年 学習院大学経済学部経済学科教授
- 2014年 一橋大学名誉教授
“Econometric Theory” Co-Editor、“Journal of Signal Processing” 編集委員、日本学術振興会専門委員、統計数理研究所運営協議会副会長等も歴任。

## 著書

### 単著
- Time Series Analysis: Nonstationary and Noninvertible Distribution Theory, (John Wiley, 1996/Second edition 2017).
- 『経済統計』（岩波書店、1996年／第2版、2002年／第3版、2009年）
- 『計量経済学』（岩波書店、1998年）
- 『統計学』（新世社、1998年／第2版、2010年)
- 『現代時系列分析』（岩波書店、2006年）
- 『時系列解析』（共立出版、2020年）
- Brownian Motion, the Fredholm Determinant, and Time Series Analysis, (Cambridge University Press, 2025)

### 共著
- （刈屋武昭・矢島美寛・竹内啓）『経済時系列の統計―その数理的基礎』（岩波書店、2003年）

## 受賞
- 1996年　Tjalling C. Koopmans Econometric Theory Prize（Econometric Theory）[1]
- 1998年　日本統計学会賞（第3回、日本統計学会）[2]
- 1999年　Econometric Theory Award（Econometric Theory）